# Чемпионат Канады по кёрлингу среди мужчин 1977
Чемпионат Канады по кёрлингу среди мужчин 1977 (англ. 1977 Macdonald Brier) проводился в городе Монреаль (провинция Квебек) с 6 по 12 марта 1977 года. Турнир проводился в 48-й раз. В Квебеке чемпионат проводился в 5-й раз, в Монреале — впервые (и до настоящего времени больше не проводились).
Победитель получал право представлять Канаду (как «команда Канады»; англ. Team Canada) на чемпионате мира 1977, который проходил в марте и апреле 1977 в городе Карлстад (Швеция).
В турнире приняло участие 12 команд, представляющих провинции и территории Канады.
Чемпионом стала (1-й раз в истории чемпионатов) команда, представляющая провинцию Квебек (для команды, которую возглавлял скип Джим Урсел, это была 1-я победа). Серебряные медали завоевала команда, представляющая провинцию Британская Колумбия (скип Leroy Vinthers), бронзовые медали — команда, представляющая провинцию Онтарио (скип Пол Сэвидж).
Впервые на этом чемпионате матчи проводились в 10 эндов; на самом первом мужском чемпионате Канады в 1927 играли матчи по 14 эндов, на чемпионатах с 1928 по 1976 годы — по 12 эндов.

## Формат соревнований
Команды играют между собой по круговой системе в один круг.

## Команды
| Команда                          | Четвёртый      | Третий         | Второй        | Первый           | Клуб                             |
| -------------------------------- | -------------- | -------------- | ------------- | ---------------- | -------------------------------- |
| Альберта                         | Tom Reed       | Kevin Byrne    | Tony Rankel   | Lorne Reed       | Crestwood CC (Эдмонтон)          |
| Британская Колумбия              | Leroy Vinthers | Лео Хеберт     | Greg Pruden   | Барри Наймарк    | Vancouver CC (Ванкувер)          |
| Квебек                           | Джим Урсел     | Арт Лобел      | Дон Эйткен    | Брайан Росс      | St. Laurent CC (Мон-Руаяль)      |
| Манитоба                         | John Usackis   | Дэйв Романо    | Ed Thomson    | Bob Collez       | Lac du Bonnet CC (Lac du Bonnet) |
| Новая Шотландия                  | Bob Fitzner    | Bruce McArthur | John MacBain  | Terry Aho        | CFB Halifax CC (Галифакс)        |
| Нью-Брансуик                     | Roly Mockler   | Phil LePage    | Jeff Mockler  | Marty Mockler    | Fredericton CC (Фредериктон)     |
| Ньюфаундленд и Лабрадор          | Wayne Hamilton | Joe Power, Jr. | Ken Thomas    | Paul Hamilton    | St. John's CC (Сент-Джонс)       |
| Онтарио                          | Пол Сэвидж     | Эд Вереник     | Ron Green     | Reid Ferguson    | Avonlea CC (Don Mills)           |
| Остров Принца Эдуарда            | Ken McDonald   | George Dillon  | Al Ledgerwood | Keith MacEachern | Belvedere G&WC (Шарлоттаун)      |
| Саскачеван                       | Les Rogers     | Greg Manwaring | Moe Tait      | Vic Rogers       | Caledonian CC (Реджайна)         |
| Северное Онтарио                 | John Tate      | Bob Miller     | Wayne Leavoy  | George Medakovic | Idylwylde G&CC (Садбери)         |
| Северо-Западные территории/ Юкон | Don Twa        | Johnny Trout   | Lionel Stokes | Kip Boyd         | Whitehorse CC (Уайтхорс)         |

(скипы выделены полужирным шрифтом)

## Итоговая классификация
| М  | Команда                                    | В | П |
| -- | ------------------------------------------ | - | - |
| 1  | Квебек (Джим Урсел)                        | 9 | 2 |
| 2  | Британская Колумбия (Leroy Vinthers)       | 8 | 3 |
| 3  | Онтарио (Пол Сэвидж)                       | 8 | 3 |
| 4  | Ньюфаундленд и Лабрадор (Wayne Hamilton)   | 7 | 4 |
| 5  | Альберта (Tom Reed)                        | 6 | 5 |
| 6  | Манитоба (John Usackis)                    | 6 | 5 |
| 7  | Саскачеван (Les Rogers)                    | 5 | 6 |
| 8  | Северо-Западные территории/ Юкон (Don Twa) | 5 | 6 |
| 9  | Северное Онтарио (John Tate)               | 4 | 7 |
| 10 | Нью-Брансуик (Roly Mockler)                | 3 | 8 |
| 11 | Новая Шотландия (Bob Fitzner)              | 3 | 8 |
| 12 | Остров Принца Эдуарда (Ken McDonald)       | 2 | 9 |

## Награды
Команда всех звёзд (All-Stars team)
По результатам точности бросков (в процентах) игроков в матчах кругового этапа на каждой позиции определяется команда «всех звёзд».
| Четвёртый (скип)    | Третий             | Второй                                           | Первый                |
| ------------------- | ------------------ | ------------------------------------------------ | --------------------- |
| Джим Урсел · Квебек | Арт Лобел · Квебек | Lionel Stokes · Северо-Западные территории/ Юкон | Bob Collez · Манитоба |

Ross Harstone Sportsmanship Award
(Приз имени Росса Хардстона за воплощение спортивного духа)
- Joe Power, Jr. ( Ньюфаундленд и Лабрадор)